# Caria scurra
Caria scurra är en fjärilsart som beskrevs av Otto Staudinger 1888. Caria scurra ingår i släktet Caria och familjen Riodinidae. Inga underarter finns listade i Catalogue of Life.